# Guadalupe (Zacatecas)
Guadalupe is een voorstad van Zacatecas in de Mexicaanse deelstaat Zacatecas. Guadalupe is de hoofdplaats van de gemeente Guadalupe en heeft 99.572 inwoners (census 2005).
Guadalupe is gesticht in 1677 en is genoemd naar Onze-Lieve-Vrouwe van Guadalupe.

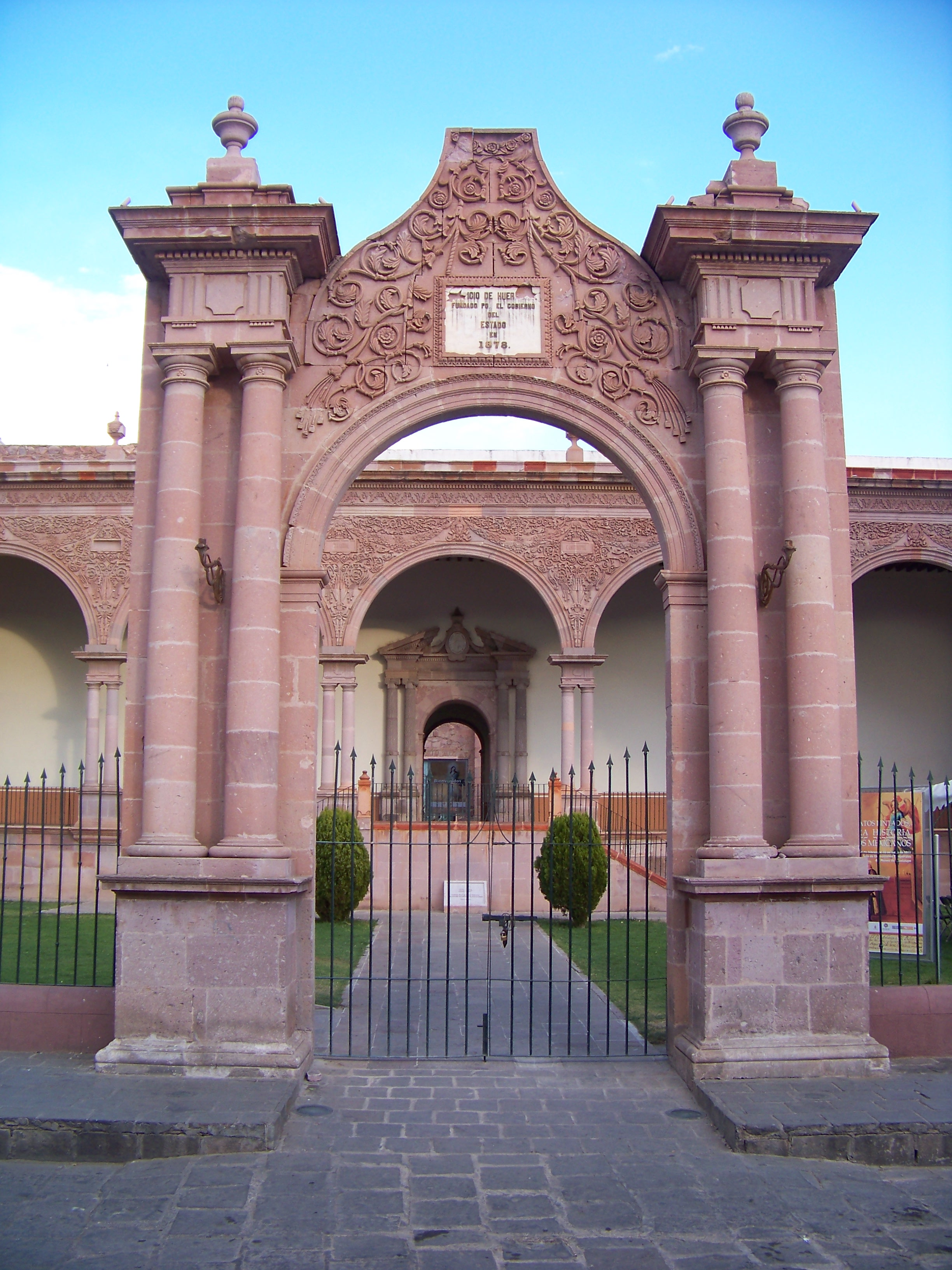
Gemeentehuis